# Ketelhoek
Ketelhoek is een polderstreek en buurtschap in de gemeente Noordoostpolder, in de Nederlandse provincie Flevoland. Het ligt ten zuidwesten van Emmeloord.
De Ketelhoek vormt de zuidwesthoek van de Noordoostpolder aan de rand van het IJsselmeer en het Ketelmeer, bij de Zwolse Hoek, waar het Ketelmeer overgaat in het IJsselmeer. Het is ruwweg gelegen tussen de Domineesweg en de A6, tussen Urk en Nagele. De Ketelhoek werd als plaatsnaam in 2002 voor het eerst aangegeven op een kadasterkaart. Volgens Allecijfers.nl (gebaseerd op de CBS-gegevens en het Kadaster) omvatte Ketelhoek in 2023 33 woningen waarvan 32 in het dorpsgebied vallen van Nagele en een in het dorpsgebied van Urk.
Aan de Zwolse Hoek ten zuiden van de Ketelhoek ligt een klein strandje. Tot begin 2021 was het een officieel zwemstrand, maar deze werd in 2021 opgeheven wegens gezondheidsrisico's. Alle voorzieningen en informatieborden werden vervolgens weggehaald.
Hoofdplaats: Emmeloord

Dorpen: Bant · Creil · Ens · Espel · Kraggenburg · Luttelgeest · Marknesse · Nagele · Rutten · Schokland · Tollebeek

Buurtschappen: Ketelhoek · Schokkerhaven

Flevoland: Steden en dorpen      Nederland: Provincies · Gemeenten